# Semnone

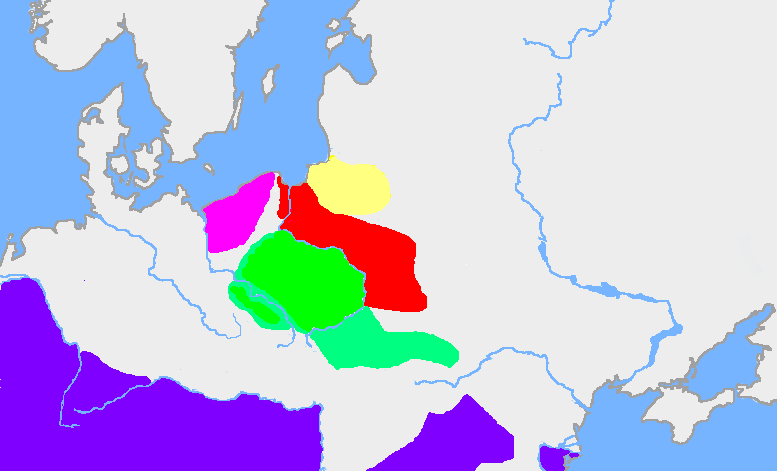
L'area verde (ovvero l'attuale Slesia) rappresenta la cultura di Przeworsk identificata con i Lugi al principio del I secolo. L'area viola scura è l'impero romano. Con il principio/metà del III secolo, anche i Lugi migrarono verso occidente, avvicinandosi all'attuale Baviera.

Semnone (latino Semnon; Germania Magna, prima del 250? – dopo il 277) fu un principe e condottiero della popolazione germanica dei Lugi, vissuto all'epoca dell'imperatore romano Marco Aurelio Probo.

## Biografia
Nel 277, una volta portate a termine le operazioni militari contro i Goti nei Balcani, il nuovo imperatore, Marco Aurelio Probo, decise di marciare verso la Gallia per ripulirne i suoi territori dalla recente invasione germanica. La tattica di Probo fu quella di affrontare separatamente le varie forze avversarie, che seppure numericamente superiori, furono sconfitte una ad una. 
I primi ad essere battuti dalle armate romane dei generali dell'imperatore, furono i Franchi, penetrati nella zona nord orientale della Gallia Belgica. Poi fu la volta dei Lugi, il cui capo, Semnone, dopo essere stato battuto in violente battaglie, finì per venir catturato insieme al figlio. 
(Zosimo, Storia nuova, I, 67.3.)

### Fonti primarie
- Zosimo, Storia nuova, libro 1.

### Fonti secondarie
- (ES) Julio Rodriguez Gonzalez, Historia de las legiones Romanas, Madrid, 2003.
- (EN) Michel Grant, Gli imperatori romani, storia e segreti, Roma, 1984, ISBN 88-541-0202-4.
- (EN) David Magie, Roman Rule in Asia Minor to the End of the Third Century After Christ, Princeton, 1950, ISBN 0-405-07098-5.
- Santo Mazzarino, L'impero romano, Bari, 1973, ISBN 88-420-2377-9, e.
- Roger Rémondon, La crisi dell’impero romano, da Marco Aurelio ad Anastasio, Milano, 1975.
- (EN) Chris Scarre, Chronicle of the roman emperors, New York, 1999, ISBN 0-500-05077-5.
- (EN) Pat Southern, The Roman Empire: from Severus to Constantine, Londra & New York, 2001, ISBN 0-415-23944-3.
- (EN) Alaric Watson, Aurelian and the Third Century, Londra & New York, 1999, ISBN 0-415-30187-4.